# Округ Грин (Њујорк)
Округ Грин (енгл. Greene County) је округ у америчкој савезној држави Њујорк. По попису из 2010. године број становника је 49.221.

## Демографија
Према попису становништва из 2010. у округу је живело 49.221 становника, што је 1.026 (2,1%) становника више него 2000. године.
| Група             | 2000.          | 2010.          |
| Белци             | 42.640 (88,5%) | 42.857 (87,1%) |
| Афроамериканци    | 2.664 (5,5%)   | 2.826 (5,7%)   |
| Азијати           | 260 (0,5%)     | 391 (0,8%)     |
| Хиспаноамериканци | 2.075 (4,3%)   | 2.419 (4,9%)   |
| Укупно            | 48.195         | 49.221         |